# 梱包爆薬

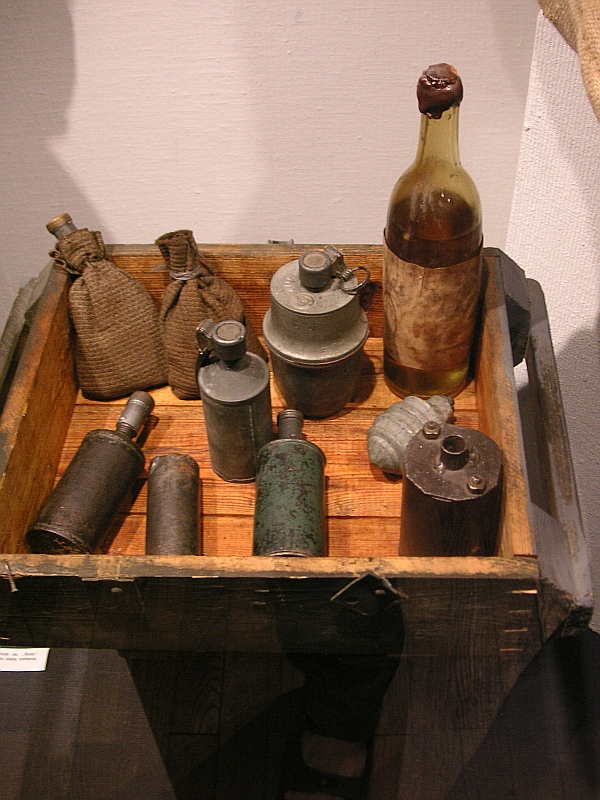
ワルシャワ蜂起で用いられた梱包爆弾（箱の中の左上隅）

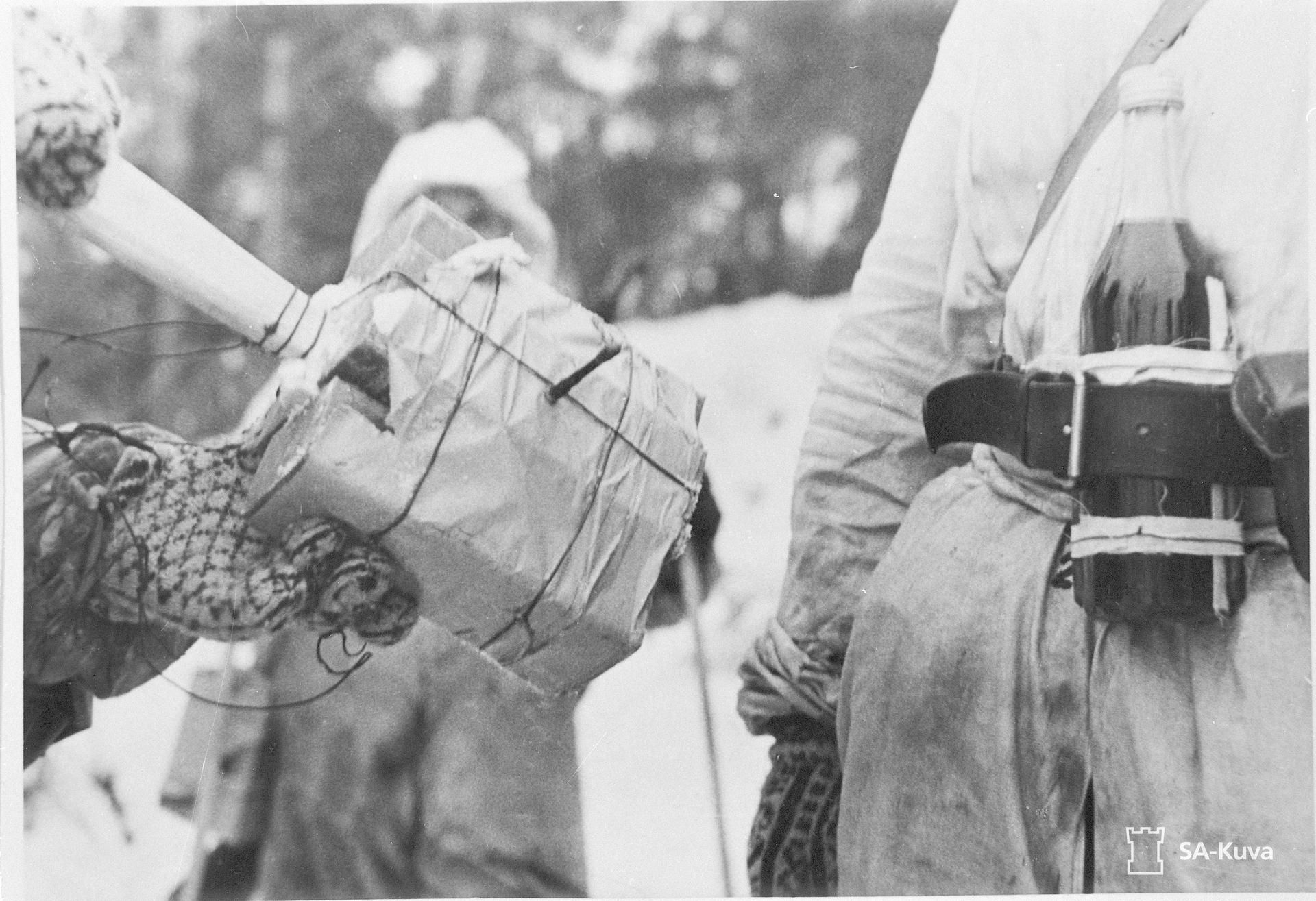
フィンランドの冬戦争で投入された梱包爆薬"カサパノス"。右の兵は火炎瓶を装備

梱包爆薬（こんぽうばくやく）は、持ち運びやすい量の爆薬を包み、信管をつけて使用する兵器。一般に工兵資材として、障害物の破壊などに用いられ、これで敵が路上に設置したバリケードを排除したり、建造物に穴を開けて侵入経路を作る。時には敵の掩体壕や装甲車両に対する肉薄攻撃にも使用される。
梱包爆薬は爆破解体に用いられるが、主に戦闘での使用を構想している。梱包される中身はダイナマイトや、もっと威力のあるC-4プラスチック爆薬のような材料からなり、発火装置つきの肩掛け鞄（satchel）やメッセンジャーバッグに類似したものに収納して持ち運ぶ。この梱包爆薬という用語は、制式兵器として開発されたものと、即席に作られた物との両方を示す言葉である。

## 歴史
元々、工兵が手持ちの爆薬と点火装置を組み合わせ、その場の情況に応じて制作されていた。爆薬を設置して構造物を破壊する事自体は火薬の登場以来広く行われていた。中でも攻城戦において、坑道や塹壕を掘るなどして城壁に近づいて爆破し、進入路を作ることが工兵に期待された重要な任務の一つであった。当時の火薬は今にもまして扱いが危険な物で、専門家である工兵が扱った。後に信管が発明され扱いやすくなったものの、扱いに専門技能を要する点は同様であった。後に工兵以外でも扱いやすいようにパッケージされた梱包爆薬が登場する。一説には、冬戦争前夜の1936年にフィンランドの司令官カーッロ・トゥルナによって開発されたとされる。
第一次世界大戦時に戦車が登場したことより、梱包爆薬に対戦車兵器という新たな使い道が加わった。当時はロケットランチャーのような兵士が携行可能な重量の投射手段が未発達であった。火砲を手押しで動かすのは機動性に欠け、対戦車銃は戦車の乗員や部品を撃ち抜くことは出来ても戦車そのものを破壊できなかった。
結局、敵戦車を無力化するには、危険を冒して肉薄し、大量の爆薬を設置して爆破するのが確実であった。まずは爆薬の専門家である工兵がその任にあたったが、それ以外の兵士でも多少の訓練で扱える爆薬があれば、対戦車能力を得ることができる。さらに肉薄攻撃は敵の反撃を受けながら行う危険な任務であるため、ゆっくり調整する余裕がなく、予め適切な調整がされたパッケージを作っておくことが好ましかった。このような経緯から梱包爆薬が洗練されていった。

## 第二次世界大戦
第二次世界大戦では、工兵は、巨大で据え付けられた目標物、例えば鉄道・障害物・防塞・掩蔽壕・洞窟・橋梁などの爆破解体のために梱包爆薬を使用した。大戦中のアメリカ陸軍では、8個に分割された高性能爆薬と、2つの信管取り付け器具からなるM37解体機材をキャンバスバッグに収納し、ショルダーストラップによって運んだ。使用する際には、バッグを振り回して、目標に向けて投げ込んだ。
この梱包爆薬は、一部または全部を目標に設置するか、開口部に放りこんで使用する。爆発させるには通常なら拉縄（りゅうじょう・信管を点火させる引き紐）を用い、対戦車戦闘時には、戦車の転輪や履帯などの装軌部分を狙うことで激しい損傷を与えることができる。

### 日本軍
日本軍は、対戦車兵器が質・量ともに不足しており、それを補うため肉薄攻撃を多用していた。ノモンハン事件ではガソリンエンジンの車両に対し、火炎瓶で機関部を炎上させて行動不能にできたが、大戦時には引火しにくいディーゼルエンジンの戦車が一般的になり、通用しなくなった。歩兵による肉薄攻撃には主に九九式破甲爆雷や対戦車地雷が使われていたが、いずれも戦車を完全に破壊するには威力不足で、工兵の梱包爆薬（通称「布団爆弾」または「布団爆雷」）に頼らざるを得なかったが、さらに物資が欠乏するようになると、梱包爆薬を簡易化した急造爆雷が使われるようになった。
理想的には、肉薄攻撃は火力支援で敵歩兵を排除した上で、爆雷か地雷（長い棒の先に地雷を付けて戦車に踏ませる「棒地雷」戦術が多用された）で履帯を破壊して動きを止め、しかる後に梱包爆薬で破壊するものだった。
対戦車戦闘において布団爆弾の使用方法は、戦車の機関部上面に設置してから、起爆まで約10秒の猶予がある時限式の信管から安全装置を引き抜いて起爆装置を作動させ、安全圏へ退避するということになっていた。また急造爆雷の場合は戦車の底面と地面の隙間に差し込んで起爆するということになっていた。
しかし実際にはその余裕すらない事が多く、確実に敵戦車を止めるために爆薬を背負った兵士が自分もろとも戦車を爆破する自殺攻撃も行われた。大戦後半には日本軍の対戦車砲で破壊困難なM4中戦車が戦場に投入され、追い詰められた日本軍は梱包爆薬（急造爆雷）や刺突爆雷による自殺攻撃を多用するようになる。来るべき本土決戦では、一般国民を国民義勇戦闘隊に動員する事となっていたが、正規軍ですら兵器不足が深刻になっている状態で満足な対戦車兵器は支給されなかった。そのため爆薬を背負っての自殺攻撃が想定され、学徒等にたいして訓練が行われたという。

## 戦後
後のアメリカ軍では、M183解体爆薬機材（M183 Demolition Charge Assembly）にC-4爆薬9.1kgを収納した。これは、時限式信管で使用することができる。イラク戦争における第二次ファルージャ戦では、米軍は敵に占拠された家屋の一部屋ずつを歩兵で検索掃討するかわりに、M2 20ポンド戦闘用爆薬で家屋を爆破した。
特殊部隊の任務では、特別な目標を破壊するべく改設計された梱包爆薬を使用することもある。